# Бог Син
Бог Син в християнството е второто лице (ипостас) на Светата Троица. Нарича се още Бог Слово (Логос), който заради спасението на хората се е въплътил и е станал човек — Иисус Христос — Син Божий и Син Човешки, Спасител. Християнството разбира Бог Син именно като Христос, но понятието има повече метафизичен оттенък и е свързано с историята дотолкова, доколкото историческият Иисус е въплътеният Бог.

## Учение на Църквата

### Дефиниция
Християнското вероопределение се съдържа в Никео-Цариградския символ на вярата: „И в един Господ Иисус Христос, Сина Божи, Единородния, Който е роден от Отца преди всички векове: Светлина от Светлина, Бог истинен от Бог истинен, роден, несътворен, единосъщен с Отца и чрез Когото всичко е станало; Който заради нас човеците и заради нашето спасение слезе от небесата и се въплъти от Духа Свети и Дева Мария, и стана човек; и бе разпнат за нас при Понтия Пилата, и страда, и бе погребан; и възкръсна в третия ден, според Писанията; и възлезе на небесата, и седи отдясно на Отца; и пак ще дойде със слава да съди живи и мъртви, и царството Му не ще има край“ (Чл. 2 – 7). Това вероопределение се приема еднакво от Римокатолическата и Православната църква, както и от протестантските деноминации, а също и от последователите на монофизитската традиция.
Според това определение Бог Син е равен на Бог Отец, има една божествена същност с Бог Отец. Раждането на Сина от Отца е предвечно, т.е. извън времето – то няма хронологично начало и хронологичен край. „Раждането“ от Отца не поставя Словото на по-ниско стъпало спрямо Бог Отец при някаква йерархия на Светата Троица – теза, която християнството отхвърля – то е само качество и определение на втората ипостас. Особено ударение се поставя върху термина „единосъщен“, чиято употреба в миналото е предизвикала разделение в Църквата.
Макар да набляга върху историческия образ на Христос като Спасител, християнството има по-дълбоко разбиране за Словото: то е равностоен участник в сътворението и в историята, не само в образа на човека Иисус Христос, а и като божествена ипостас, макар да е невъзможно (а според християнското учение и нежелателно) да се постави ясно разграничение между предвечния Бог Син и човека Иисус от Назарет.

### Боговъплъщението
Боговъплъщението заема централно място в християнската теология. Още в Новия завет темата е разработена в дълбочина: „В начало беше Словото, и Словото беше у Бога, и Бог беше Словото. То беше в начало у Бога. Всичко чрез Него стана, и без Него не стана нито едно от онова, което е станало. В Него имаше живот, и животът беше светлината на човеците. И светлината в мрака свети, и мракът я не обзе … В света беше, и светът чрез Него стана, но светът Го не позна. Дойде у Своите Си, и Своите Го не приеха. А на всички ония, които Го приеха, – на вярващите в Неговото име, – даде възможност да станат чеда Божии; те не от кръв, ни от похот плътска, нито от похот мъжка, а от Бога се родиха. И Словото стана плът, и живя между нас, пълно с благодат и истина; и ние видяхме славата Му, слава като на Единороден от Отца“ (Иоан 1:1 – 14). Оттук следва идеята, че Бог Син става истински човек, идея, която навремето не е приета от юдеите, които очакват Месия като Божи пратеник, но не и като Самия Бог, който спасява човечеството. По-късно, макар и в друга светлина, такива възгледи са възприемани и от някои християнски ереси, например при гностицизма. (И в двата случая не става дума за съмнение в историчността на личността на Иисус, а в нейното разбиране).
Като отделен клон във вероучението на християнството, христологията се занимава с начина, по който в историческата личност на Иисус Христос се съчетават двете природи – божествената и човешката. В Иисус и двете природи присъстват равномерни и пълноценно, или според определението, дадено по време на Халкидонския вселенски събор – „неслято, неизменно, неразделно, неразлъчно“.
Дохалкидонските църкви, като Арменската и Коптската се различават от изповеданията на основните три конфесии в това, че те приемат Божествената природа в личността на Иисус Христос за доминираща, без да отличат човешката. Всъщност различията в случая засягат по-скоро техническа грешка – неправилен превод, или закъсняване при получаването на решенията на събора в Халкидон. Съвременните разлики идват повече при спазването на определена традиция и не са определящи за отношенията между тези религиозни общности.

### Обожествяването на човека
В тясна връзка с боговъплъщението е и идеята за обожествяването на човечеството. Т. е. Словото не само става плът и човек, но и дава възможност на човеците „да се нарекат синове Божии“ – висша цел в живота на християнина. Отците на Църквата използват за това термина „теосис“ (на старогръцки θέοσις – обожествяване). Подобно е описанието в Новия завет: „Аз съм съразпнат с Христос и сега вече не аз живея, а Христос живее в мен. Животът, който сега живея, е Христовият живот (Гал.2:20); „Самият Христос – упованието на славата е във вас“ (Кол. 1:27). Теосисът не е автоматичен, а е даденост, от която вярващият може и трябва да се възползва. Църквата се възприема като обожественото човечество.

### Бог Син и историческият Иисус Христос
Историческото присъствие на Бог Син е фундаментално за християнската вяра: „Ако Христос пък не е възкръснал, суетна е вярата ви“. (1 Кор. 15:17). Бог син има значение за различните християнски конфесии именно като въплътеното Слово Божие и именно това е основата – различното трактуване на въплъщението – за различните спорове, довели до сериозни разцепления в Църквата. Но при всеки един от случаите, Синът като понятие и като вяра в него, е от първостепенна важност. По-късните богословски спорове, засягащи монофизитството и монотелитството, нямат отношение към това единно за времето си разбиране, което днес е възприето от Православието, Католицизма, Протестантството и Монофизитските църкви.

#### Пророчества за идването на Месия
Векове наред юдеите очакват идването на Месия – (помазаника) – божественият пратеник, който ще застане начело на юдейското царство. Християните виждат в историческата личност на Иисус именно този Месия. Тук между юдаизма и християнството има две свързани помежду си различия. Първо, юдаизмът не признава Иисус от Назарет за Месия. Второ, според юдаистичните традиции Месията е само Божий пратеник, а не самият Бог, така както това се разбира от християнството.
Иначе пророчествата се приемат в еднаква степен и от двете религии с разликата, че в единия случай те се отнасят към бъдещия, все още не явил се Месия, а в другия Месията вече се е явил в историческия образ на Иисус.

##### Преки пророчества
И християнството, и юдаизмът, търсят в Стария завет пророчества, свързани с идването на Месия. В повечето случаи тези пророчества съвпадат, различно е тяхното тълкуване.
Първият основен текст, който се отнася до пророчествата е свързан с грехопадението. След като Бог обяснява на Адам и Ева техните проклятия, добавя (обръщайки се към Ева): „И рече Господ Бог на змията: загдето си сторила това, проклета да си между всички животни и всички полски зверове; ти ще се влачиш по корема си и ще ядеш прах през всички дни на живота си; и ще всея вражда между тебе и жената, и между твоето семе и нейното семе; то ще те поразява в главата, а ти ще го жилиш в петата“ (Бит. 3:14 – 15) – пряко съотнасяне към борбата между злото в света и олицетворението на доброто – Месия, независимо от разбирането на последното понятие.
Друго ключово пророчество е: „Затова сам господ Бог ще ви даде личба: ето, Девицата ще зачене и ще роди Син, и ще му нарекат името Емануил (Бог е с нас) (Ис. 7:,14)“ – думи, цитирани в Новия завет от евангелист Матей (Мат. 1:23).
Пророчествата са многобройни, християнството обаче отнася някои от тях към конкретни събития свързани с новозаветната история. Така например казаното от пророк Йеремия „глас се чува в Рама, писък и горко ридание: Рахил плаче за децата си и не може да се утеши за тях, защото ги няма“ (Йер. 31:15) в християнството се асоциира с избиването на младенците по времето на цар Ирод (Мат. 2:18). Изобщо християнската трактовка следва девиза на свети (блажени) Йероним: „Novum testamentum in vetere locet“ – „Новият завет се съдържа в Стария“.
Всички тези пророчества се тълкуват по един и същи начин от православни, католици, протестанти и монофизити, при много модерни изповедания, възникнали на основата на протестантството.

##### Предобрази на въплътения Бог Син
Различните аналогии и пророчества във връзка с бъдещото изване на Месията, християнството разбира като „предобрази“ на Христос, такъв, какъвто го описва новозаветната свещена история. Християнската традиция вижда различни предобрази на въплътения Бог Слово в Стария завет и често тълкува старозаветни образи в контекста на своено учение. Такива предобрази са Авел (невинната жертва), Мелхиседек (царят и първосвещеникът), пророк Йона като символ на Възкресението и др. В рамките на католическото и православното тълкуване е особено важен предобразът на Светата Троица – тримата ангели, на които Авраам оказва гостоприемство, но те се отнасят повече към тълкуването на темата за троичността на Бога, а не толкова към самия Бог Син и неговото въплъщение (Бит. Гл 12). Като предобрази следват многострадалният Йов, библейският цар Давид и др.

#### Въплътеният Бог Син в евангелската история
Основните монотеистични религии – християнство, юдаизъм и ислям, не се съмняват в историчността на Иисус от Назарет. Но само християнството вижда в тази личност въплъщение на Логоса, на Бога Слово. Новият завет разглежда историята на историческия Иисус от родословието, което извежда от Адам, през Боговъплъщението (Благовещение, Рождество и т.н.) и основната дейност на Иисус като историческа личност, до описанието на Възкресението и Възнесението. В евангелията и апостолските послания са записани и основните послания, които Иисус Христос отправя към човечеството – морални, религиозни, мистични и др.

#### Есхатологични представи, свързани с Бог Син
Есхатологичните възгледи на християнството директно се отнасят към въплътения Бог Син. Като поставя идеята за спасението в центъра на своята есхатологична идея, християнството разглежда Бога Слово като Спасител, Изкупител, Глава на Църквата (вън от която, според християнството, няма спасение и изкупление).
Иисус Христос се разглежда като „вторият“ или „последният“ Адам, символ на целокупното човечество в рамките на историята и мистичния теосис.

### Бог Син и символиката на християнската иконография
Формално Бог Син се изобразява предимно като историческия Иисус Христос. Освен класическите библейски сюжети, илюстриращи текстове от Новия завет, в това изобразяване е заложена и по-дълбока символика. Иисус Христос е изобразяван като велик Първосвещеник, като велик Цар, като велик Пророк – атрибути, които са присъщи на неговата месианска роля.
Християнското разбиране за боговъплъщението и теосиса намира отражение и в основните иконографски типове, главни сред които са изображението на Христос като Младенец и като Вседържител (Пантократор). Като Младенец Христос се изобразява с долна синя дреха, а върху нея наложена горна с червен цвят. При иконографския тип на Пантократора е точно обратното – върху червената има синя. Според символния език на християнството червеният цвят се свързва с Адам, със земята и материята, с човешката природа. Синият цвят е символ на небесното и духовното начало. Така Бог Син, изобразен като Младенец, символизира предвечното Слово, което става плът, докато изображението като Пантократор и сходните му иконографски типове говори за Сина Човечески, който приема върху себе си Божественото.
На нимба на Христос винаги се поставя надписът ο ών, или в късните български възрожденски икони Сый – според съответните преводи това е превод на името на Бога, с което се е представил пред Моисей – אֶהְיֶה אֲשֶׁר אֶהְיֶה – „Съм, който Съм“, или в българския синодален превод Вечносъществуващият (Изх. 3:14).

## Бог Син в по-късната философия и теология
Идеята за Бога Слово, особено нейните аспекти като боговъплъщение и теосис, занимават философите и теолозите от дълбока древност. В гностицизма Логосът е централно понятие, макар и трудно да хармонира с официалното християнско тълкуване на Бог Син. Гностическият Логос е повече интерпретация на философското понятие, каквото то е разбирано от платонизма и неоплатонизма с привнесени християнски значения. Светите отци пък следват почти дословно възприетото от Църквата учение и го обогатяват като коментари, а не като по-различно разбиране, въпреки че още в ранните векове на християнството Ориген изразява обявената по-късно за еретична мисъл за т. нар. „апокатастасис“ – всеобщото завръщане на човечеството при своя Създател и сливането му с Него. По отношение на апокатастасиса, векове по-късно на подобна позиция застава Сергей Булгаков.
Средновековните и по-късни християнски апологети като Френсис Бейкън, Блез Паскал, Джордж Бъркли и Рьоне Декарт от своя страна се спират повече върху историчността на Иисус и произтичащите от това последици, а не върху самата идея за Бог Слово. Фьодор Достоевски пише: „Ако ми кажат и докажат, че Иисус не е истината, то аз предпочитам да остана с Иисус, отколкото с такава истина“.
Едва в по-късната философия въпросът бива разработен отново. Така например при представителите на „руския философско-религиозен ренесанс“ от началото на 20 век, Синът Божий е именно движещата сила на всичко, което се случва – от Вселената и Космоса, до историята и човека. Мислители като Пиер Тейяр дьо Шарден отиват и по-нататък, като твърдят, че теосисът засяга не само човека и човечеството, а цялата материя по принцип.

## Други религиозни възгледи
Макар и с по-ранни корени, антитринитарните възгледи, свързани с Бога Слово, намират първото си по-широко отражение в идеологията на арианите. Първият вселенски събор в Никея (325) се занимава именно с мястото на Логоса в рамките на Светата Троица. В Никейското вероопределение се набляга на думата „ομουσιος“ – единосъщен (на Бог Отец), докато арианите настояват за термина „ομοιυσιος“, т.е. подобносъщен, сиреч Бог Син, макар и с висше достойнство, все пак има тварен произход.
По-късно въпросите засягат дебатите засягат предимно христологията – т.е. начина, по който Божествената природа на Бога Слово се съотнася с човешката природа на историческата личност на Иисус. Монофизитите и монотелитите отхвърлят двете природи и воли в Иисус Христос, като наблягат на божественото начало, докато ортодоксалната традиция ги равнопоставя. За разлика от по-ранните християнски учения, късните учения, омаловажават тъкмо божествената природа на Иисус.
В днешно време към такива, или производни на тях възгледи в известен смисъл се придържат мормоните и „Свидетелите на Йехова“.